# Éric Boullier
Éric René Boullier (* 9. listopadu 1973, Laval, Francie) je ředitel týmu formule 1 McLaren Honda. a místopředseda Formula One Teams Association (FOTA).
Éric Boullier je absolventem Polytechnického ústavu vyšších věd.